# 凡洛
凡洛，是西班牙阿拉贡自治区韦斯卡省的一个市镇。总面积187平方公里，总人口170人（2001年），人口密度1人/平方公里。